# Ponte Deh Cho
A Ponte Deh Cho é uma ponte canadense de 1,1 km de extensão, que atravessa uma extensão de 1,6 km do rio Mackenzie na rodovia Yellowknife (rodovia 3), perto de Fort Providence, Territórios do Noroeste. A construção começou em 2008 e estava prevista para ser concluída em 2010, mas sofreu atrasos devido a dificuldades técnicas e financeiras. A ponte abriu oficialmente para o tráfego em 30 de novembro de 2012. A ponte substituiu o MV Merv Hardie, a balsa em operação no momento da abertura e em combinação de ponte de gelo usada para travessia do rio.